# Weißkopfmaki

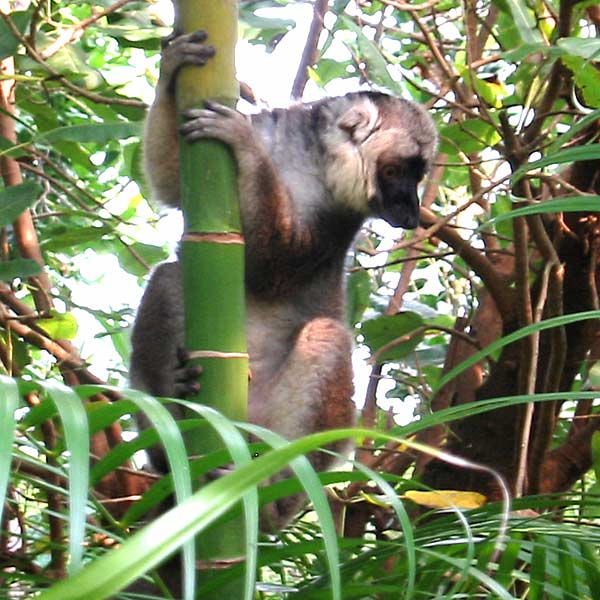
Weißkopfmaki

Der Weißkopfmaki (Eulemur albifrons) ist eine Primatenart aus der Gruppe der Lemuren (Lemuriformes). Früher galt er als Unterart des Braunen Makis.

## Merkmale
Weißkopfmakis zeigen, wie viele andere Vertreter der Großen Makis, einen deutlichen Geschlechtsdichromatismus, das heißt Männchen und Weibchen sind unterschiedlich gefärbt. Das Fell der Männchen ist am Rücken braun gefärbt und wird nach hinten hin rötlicher, der Bauch ist hellgrau, die Brust und die Kehle sind weißlich. Das Gesicht und die langgestreckte Schnauze sind schwarz, die Oberseite des Kopfes und die buschigen Backenhaare sind stark kontrastierend dazu weiß. Die Weibchen sind ebenfalls am Rücken braun und am Bauch hellgrau gefärbt, der Kopf und das Gesicht sind einheitlich dunkelgrau, die Schnauze ist etwas dunkler, die Backenhaare sind nicht buschig. Weißkopfmakis erreichen eine Kopfrumpflänge von 39 bis 42 Zentimetern, der Schwanz ist mit 50 bis 54 Zentimetern deutlich länger als der Rumpf. Das Gewicht beträgt 2 bis 2,6 Kilogramm.

## Verbreitung und Lebensraum

Verbreitungsgebiet des Weißkopfmaki

Weißkopfmakis sind wie alle Lemuren auf der Insel Madagaskar endemisch, ihr Verbreitungsgebiet erstreckt sich im Nordosten der Insel zwischen dem Fluss Bemarivo und der Region Mananara und schließt auch die Masoala-Halbinsel ein. Auf der Insel Nosy Mangabe wurde die Art eingeführt. Ihr Lebensraum sind primäre und sekundäre Regenwälder zwischen dem Meeresniveau und 1670 Metern Seehöhe.

## Lebensweise
Diese Primaten sind kathemeral, das heißt, sie haben keinen ausgeprägten Tag-Nacht-Rhythmus, so sind ihre Rufe in der Morgen-, der Abenddämmerung und in der Nacht zu hören. Sie sind Baumbewohner, die selten auf den Boden kommen, im Geäst bewegen sie sich meist auf allen vieren fort. Sie leben in Gruppen mit durchschnittlich acht bis neun Tieren, in den Gruppen gibt es keine erkennbare Hierarchie.
Ihre Hauptnahrung sind reife und unreife Früchte, etwa von Sternbüschen oder Feigen. In geringerem Ausmaß fressen sie auch Blätter, Blüten und andere Pflanzenteile sowie Kleintiere wie Insekten, Spinnen und Tausendfüßer.
Im September oder Oktober bringt das Weibchen nach einer rund 120-tägigen Tragzeit ein einzelnes Jungtier zur Welt.

## Bedrohung
Die Zerstörung ihres Lebensraums durch Brandrodung und den Bergbau stellt die Hauptbedrohung der Weißkopfmakis dar. Darüber hinaus werden sie mancherorts wegen ihres Fleisches bejagt. Die IUCN befürchtet, dass die Gesamtpopulation in den letzten 24 Jahren um 30 % zurückgegangen ist und listet die Art als „gefährdet“ (vulnerable).
In Deutschland wird die Art in neun Zoos gehalten.